# 29 gennaio
Il 29 gennaio è il 29º giorno del calendario gregoriano. Mancano 336 giorni alla fine dell'anno (337 negli anni bisestili).

## Eventi
- 842 - Michele III l'Ubriacone diventa imperatore in seguito alla morte del padre Teofilo. Poiché Michele aveva due anni al momento dell'incoronazione, la madre Teodora ne assume la reggenza
- 904 - Consacrazione di papa Sergio III
- 1367 - Viene costituita la Lega Caddea tra i cittadini della parte centro-meridionale dell'attuale Cantone dei Grigioni
- 1676 - Fëdor III diventa zar di Russia
- 1781 - La prima dell'Idomeneo di W. A. Mozart
- 1807 - Giuseppe Bonaparte istituisce l'Osservatorio astronomico di Napoli
- 1845 - Il corvo di Edgar Allan Poe viene pubblicato per la prima volta sul New York Evening Mirror
- 1850 - Henry Clay presenta il Compromesso del 1850 al Congresso degli Stati Uniti
- 1856 - La regina Vittoria del Regno Unito istituisce la Victoria Cross
- 1861 - Il Kansas viene ammesso come 34º Stato degli USA
- 1884 - Inghilterra: pubblicato il primo fascicolo dell'opera che in seguito venne chiamata Oxford English Dictionary. La pubblicazione, redatta sotto la direzione di Sir James Murray, conta 352 pagine e racchiude tutte le parole inglesi conosciute da A ad Ant (formica)
- 1886 - Karl Benz brevetta la prima automobile a benzina funzionante
- 1891 - Liliuokalani viene proclamata regina delle Hawaii
- 1916 - Prima guerra mondiale: Parigi viene bombardata dagli Zeppelin tedeschi per la prima volta
- 1922 - Si scioglie l'unione tra Costa Rica, Guatemala, Honduras ed El Salvador
- 1933 - Il presidente tedesco Paul von Hindenburg nomina Adolf Hitler cancelliere tedesco
- 1944
  - Battaglia di Cisterna, nell'Italia centrale
  - A Bologna il teatro anatomico dell'Archiginnasio viene quasi completamente distrutto durante un bombardamento aereo
- 1951 - Inizia la prima edizione del Festival di Sanremo
- 1959 – Esce nelle sale cinematografiche statunitensi il film La bella addormentata nel bosco, 16º Classico Disney
- 1964 - Iniziano i IX Giochi olimpici invernali a Innsbruck in Austria
- 1979 - A Milano il magistrato Emilio Alessandrini viene assassinato dal gruppo terroristico Prima Linea
- 1990 - Il processo all'ex capitano della Exxon Valdez, Joseph Hazelwood, inizia ad Anchorage (Alaska). Viene accusato di negligenza che provocò uno dei peggiori disastri ecologici della storia statunitense
- 1992 - Inizia la discussione sui vantaggi e svantaggi dei microkernel
- 1996
  - Un incendio distrugge il Gran Teatro La Fenice di Venezia
  - Il presidente francese Jacques Chirac annuncia la fine definitiva ai test nucleari francesi
- 2001 - Migliaia di studenti in Indonesia invadono il Parlamento e richiedono che il presidente Abdurrahman Wahid si dimetta a causa delle accuse di coinvolgimento in episodi di corruzione
- 2004 - Escono in Giappone i primi remake Pokemon della storia, Pokemon Rosso Fuoco e Pokémon Verde Foglia
- 2014 - Viene fondata a Torino la FCA (Fiat Chrysler Automobiles)
- 2022 - Sergio Mattarella viene rieletto Presidente della Repubblica Italiana con 759 voti.

## Nati
Ci sono circa 1 170 voci su persone nate il 29 gennaio; vedi la pagina Nati il 29 gennaio per un elenco descrittivo o la categoria Nati il 29 gennaio per un indice alfabetico.

## Morti
Ci sono circa 550 voci su persone morte il 29 gennaio; vedi la pagina Morti il 29 gennaio per un elenco descrittivo o la categoria Morti il 29 gennaio per un indice alfabetico.

## Feste e ricorrenze

### Civili
- Giornata internazionale del puzzle
- Kansas Day

### Religiose
Cristianesimo:
- Sant'Afraate
- Sant'Agnese da Bagno di Romagna, camaldolese
- Sant'Aquilino di Milano, sacerdote e martire
- Sant'Arnulfo martire, a Cysoing
- San Costanzo di Perugia, vescovo e martire
- San Gelasio II, papa
- San Gildas, abate
- San Ginepro, frate
- Santi Gioventino e Massimino, martiri
- San Giuliano l'ospitaliere
- Santi Papia e Mauro, martiri
- San Potamione di Agrigento, vescovo
- Santa Sabrina di Troyes, vergine e martire in Gallia
- Santi Sarbelio e Bebaia, martiri
- San Seustio e compagni, martiri di Todi
- San Sulpizio di Bourges, vescovo
- San Valerio di Ravenna, vescovo
- San Valerio di Saragozza, vescovo
- San Valerio di Treviri, vescovo
- Beata Bolesława Lament, fondatrice delle Suore missionarie della Sacra Famiglia
- Beato Bronisław Markiewicz, fondatore dei padri e delle suore di San Michele Arcangelo
- Beato Simone Kim Gye-wan, ministrante e martire
- Beata Villana de' Botti, terziaria

Il 29 gennaio è il primo giorno in cui può cadere il giovedì grasso, mentre il 4 marzo è l'ultimo.

## Aneddoti
- Primo dei tre giorni della merla